# Simándi Bodó Mihály
Simándi Bodó Mihály (Simánd, 1591. szeptember 29. – Beregszász, 1639) református lelkész, a Dunamelléki Református Egyházkerület püspöke 1626-tól 1631-ig.

## Élete
Sárospatakon tanult, hol 1617-ben lépett a felsőbb osztályokba. Miután ráckevei rektorságot viselt, külföldre ment s 1620. január 25-én a heidelbergi egyetemre iratkozott be. Hazatérte után 1622-ben Óbudán, 1625-ben Ráckevén lett lelkész s a következő évi március 15-én püspökévé választotta az alsódunamelléki egyházkerület. A változott viszonyokhoz képest 1628-ban átdolgozta az addig itt is érvényben volt hercegszőlősi kánonokat s a következő évben kilenc pontból álló utasításokkal pótolta. A külsősomogvi egyházmegye ugyanez évben csatlakozott kerületéhez. Tevékeny püspöksége alatt a kerületben történteket szorgalmasan megörökítő ebbeli működésének véget vetett 1631 tavaszán amiatti lemondása, hogy eltávozott e kerületből a tiszántúliba, hol 1633 februárjában Derecskén, 1634 júniusában Hajdunánáson lelkészkedett. Ezután állítólag Beregszászon töltötte be az egyik lelkészi állást s itt esperes volt, körülbelül 1638-tól az 1642 és 1645 közötti évek valamelyik időpontjáig, amikor meg is halt.
Respondensi tisztet vitt a „De coena Domini” (1621.) tartott disputatión. Üdvözlő verset írt Mindszenti Cs. Imréhez (1620.).